# Język malajski centralny
Język malajski centralny (indonez. bahasa Melayu Tengah, z niderl. Midden-Maleisch; ang. Central Malay, South Barisan Malay) – język austronezyjski używany w prowincjach Bengkulu, Lampung i Sumatra Południowa w Indonezji. Według danych z 2000 roku posługuje się nim blisko 1,6 mln osób.
Według Ethnologue (wyd. 22, 2019) pojęcie to obejmuje następujące odmiany językowe: serawai, bengkulu, semenda, lintang, benakat, kisam, pasemah, kikim, lematang ulu, ogan, enim, rambang. J. McDowell i K. Anderbeck (2020) pod pojęcie South Barisan Malay włączają dwie grupy dialektów: ogan, enim, rambang (Oganic) oraz bengkulu, lintang, besemah (wraz z kikim i kisam), lematang ulu, benakat, semenda, serawai, kaur i pekal (Highland).
Region charakteryzuje się złożoną sytuacją językową, gdzie nierzadko brak wspólnej identyfikacji etnolingwistycznej, wyrażanej poprzez wspólne nazwy języka (nawet jeśli odmiany poszczególnych miejscowości są wzajemnie zrozumiałe). Często tożsamość językowa jest powiązana z podziałami etnicznymi, społecznościami wiejskimi i cechami lokalizacji geograficznej (jak rzeki). Terminy takie jak Central Malay (Midden-Maleisch) i (nowszy) South Barisan Malay, określające odmiany malajskiego z rejonu gór Barisan, pochodzą z literatury holenderskiej i anglojęzycznej.
Malajski centralny należy do grupy języków malajskich, według klasyfikacji Ethnologue stanowi część tzw. makrojęzyka malajskiego. Może być także klasyfikowany jako wariant języka malajskiego.
W użyciu są też języki indonezyjski i musi. W sferze edukacyjnej i religijnej preferowany jest język narodowy. Do zapisu tego języka stosuje się alfabet łaciński, aczkolwiek w ograniczonym zakresie.